# Born Yesterday (album)
Born Yesterday, album med The Everly Brothers utgivet i januari 1986. Albumet är producerat av Dave Edmunds.
Efter framgångarna med föregående album EB84 upprepade man receptet genom att använda samma producent och musiker. Resultatet blev en skiva som inte är lika rockig som föregångaren och kanske inte lika innovativ. Förutom titelspåret, skrivet av Don Everly, är det få låtar som står ut på detta jämna och lyssningsvänliga album.
Låten "Why Worry" är specialskriven av Mark Knopfler åt The Everly Brothers även om Dire Straits också spelade in den på albumet Brothers in Arms. 
Albumet nådde Billboard-listans 83:e plats.

## Låtlista
1. "Amanda Ruth" (Chip Kinman, Tony Kinman)
2. "I Know Love" (Brian Francis Neary, Jim Photoglo)
3. "Born Yesterday" (Don Everly)
4. "These Shoes" (J. Goin, L. Lee)
5. "Arms of Mary" (Ian Sutherland)
6. "That Uncertain Feeling" (Steve Gould)
7. "Thinkin' 'Bout You" (Billy Burnette, Larry Henley)
8. "Why Worry" (Mark Knopfler)
9. "Abandoned Love" (Bob Dylan)
10. "Don't Say Goodnight" (Brian Francis Neary, Jim Photoglo)
11. "Always Drive A Cadillac" (Larry Raspberry)
12. "You Send Me" (Sam Cooke)